# Frihetstorget, Tallinn
Frihetstorget (estniska: Vabaduse väljak) är ett torg i södra ändan av Gamla staden i stadsdelen Kesklinn i Tallinn, Estland. Torget har genomgått en omfattande restaurering till sin forna glans, slutförd 2009. Under Sovjetunionens ockupation av Estland kallades torget Segertorget (Võidu väljak). Vid torget finns bland annat Sankt Johannes kyrka (Jaani kirik) och ett minnesmonument över Estniska frihetskriget. Monumentet som är 23,5 meter högt avtäcktes 2009. Torget har en yta på 7752 m²

## Bildgalleri

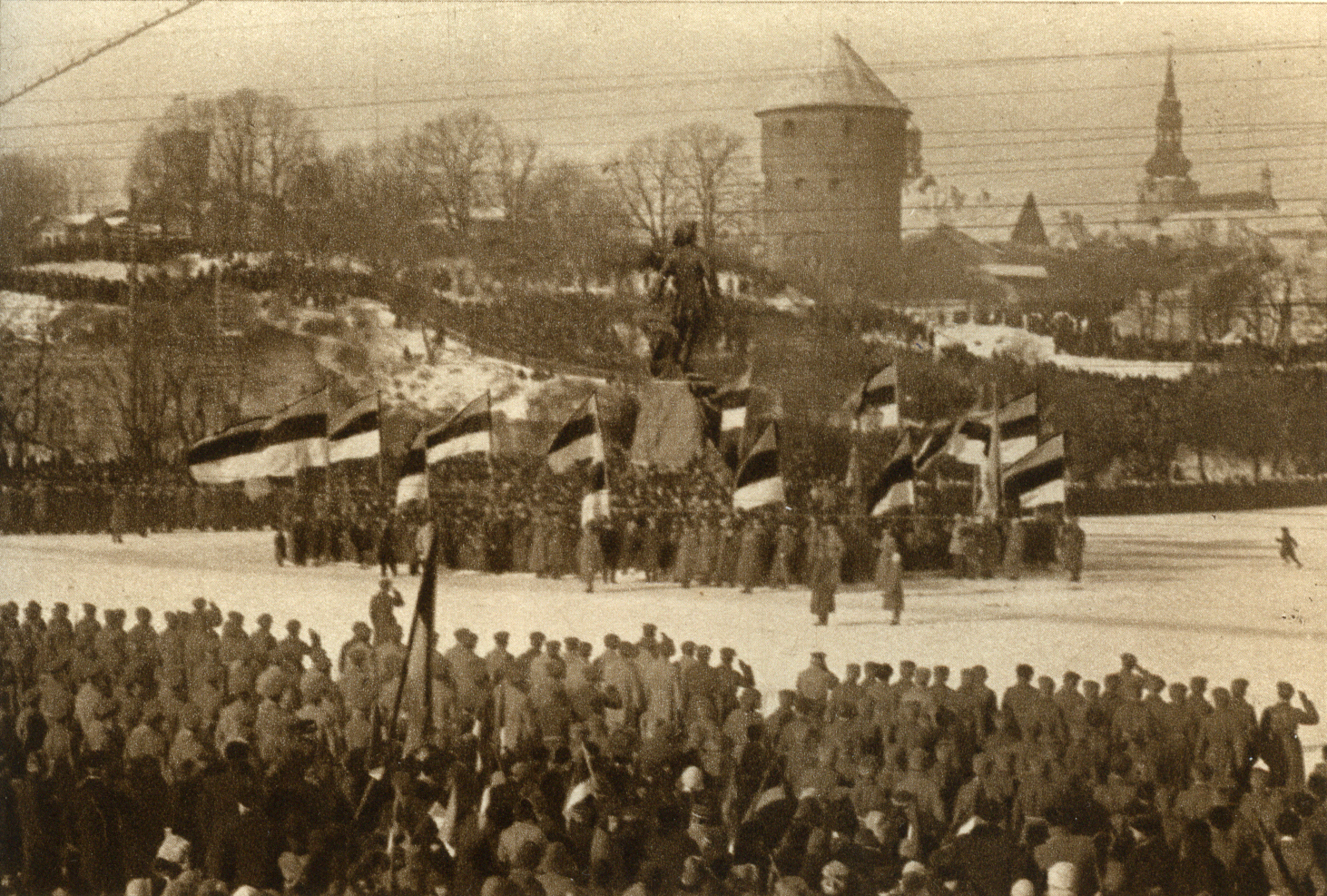
Firande av Estlands första självständighetsdag på Frihetstorget, 1919
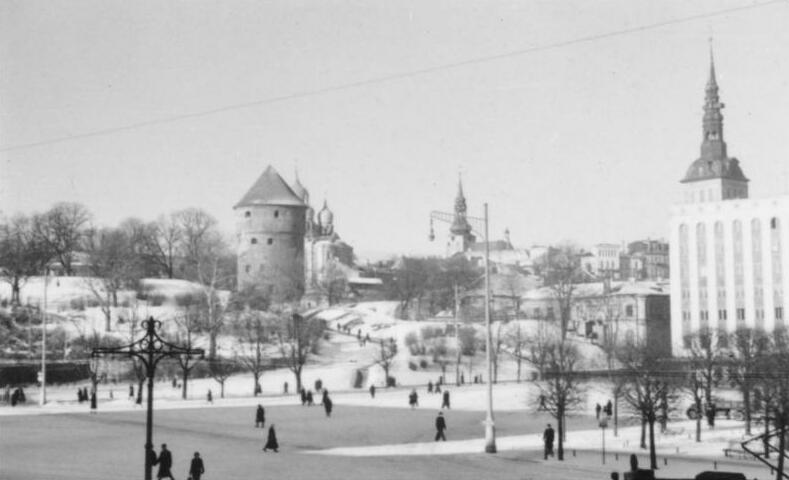
Frihetstorget under tyska ockupationen, 1943
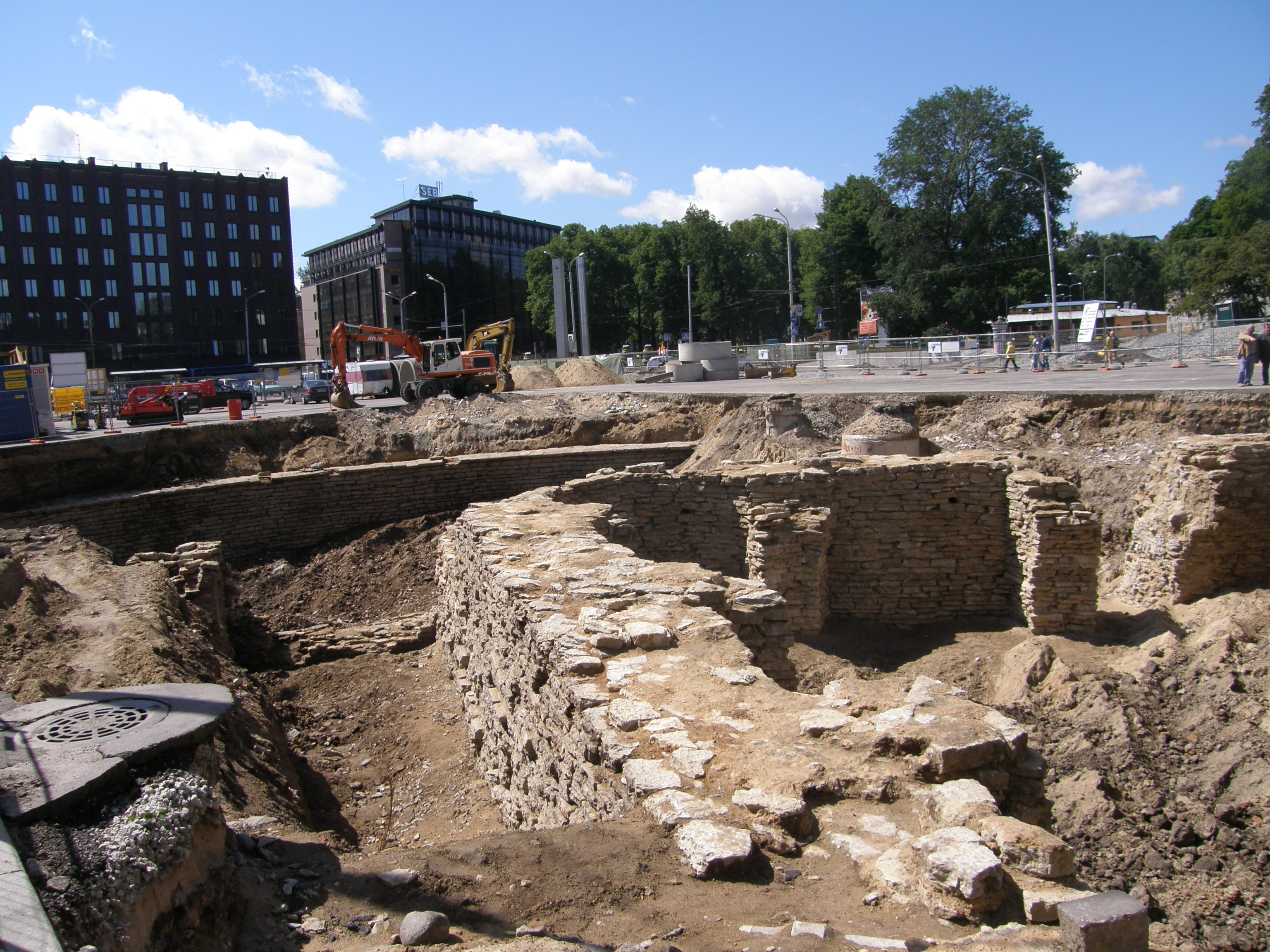
Pågående renovering av Frihetstorget, 2008
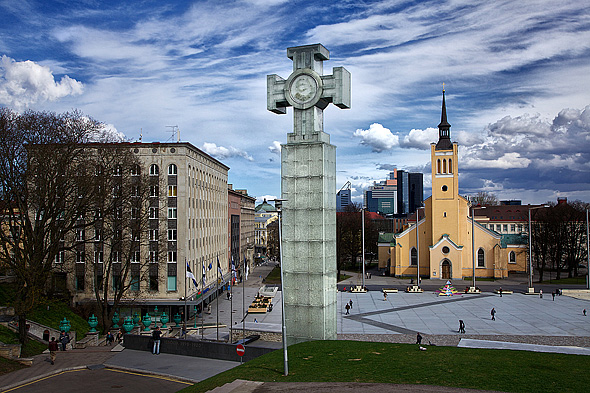
Frihetsmonumentet Vabadussõja võidusammas från 2009 på det nyrenoverade Frihetstorget